# KINTO (企業)
株式会社KINTO（キント、英 KINTO Corporation）は、日本国内において車のサブスクリプションサービス（フルサービスのカーリース）をメイン事業としているトヨタ系の企業。トヨタ自動車の金融系子会社トヨタファイナンシャルサービスなどが出資。

## 概要
KINTOというネーミングについて、トヨタ自動車の豊田章男社長（当時、現・会長）は、「クルマが欲しくなったら簡単にクルマライフをスタートし、違うクルマに乗りたくなったら乗り換え、不要になったら返却する。必要な時にすぐに現れ、思いのままに移動できる、まさに『筋斗雲』のように使っていただきたいと考え、『KINTO』と名付けました。」と語っている。
国内の自動車メーカーとして初めて「サブスクリプション」という車の持ち方を導入したとされる。業態としては、カーリース（車両リースとメンテナンスサービスを一体化したフルサービスリース）に分類されるが、一般的なカーリースとの違いは、任意保険まで月額利用料に含まれている点や中途解約がしやすい点である。
車のサブスクリプションサービス「KINTO ONE」では、トヨタ車・レクサス車をラインナップ、中古車も取り扱っている。さらにKINTO ONEに「進化」と「見守り」を加えることで、車の価値を維持し、サブスクの月額利用料を引き下げた「KINTO Unlimited」も2023年1月よりプリウスからスタートした。2024年5月からはSUBARU向けサービスが開始され、SUBARU車も扱うようになった。
サブスクリプションサービスのほかにも、お出かけ先や車の手入れに役立つサービスなどを紹介している「モビリティマーケットby KINTO」や、トヨタ・レクサス既販車のソフトウェア・ハードウェアの機能やアイテムを最新の状態に進化させる「KINTO FACTORY」、旧車レンタカーなど旧車に乗れるよろこびを分かち合う旧車コミュニティ「Vintage Club by KINTO」など、モビリティにまつわる様々なサービスを提供している。

## 各種サービス

### KINTO ONE
- 車両の代金に加えて、自動車保険（任意保険）や自動車税、メンテナンス費など、カーライフにかかる諸費用を月額利用料に含め、見積もりから契約までの一連の手続きをWEBで完結できる。申込みはWEBだけでなく、正規販売店からも可能。月々定額のクレジット決済で頭金は不要である。
- 月額利用料の中には、「車両・オプション代金」「毎年の自動車税」「自賠責保険」「任意保険」「定期メンテナンス」「故障修理」「登録諸費用」が含まれている。
- 個人だけでなく、法人契約も可能。
- 取扱い車種は、KINTOサービスサイト[2]に掲載されている。
- 新車については、頭金など、まとまった費用を最初に必要としない「初期費用フリープラン（契約期間は3年、5年、7年から選択可能）」と、所定の申込金を支払うことで、解約金を支払うことなく、いつでも解約が可能な「解約金フリープラン（契約期間は3年のみ、初回契約終了後に同じ車でトータル7年まで再契約も可能）」の2つのプランから選択可能。
- 契約期間中は1年ごとの自動車にかかる税金の支払い手続きと、新車1か月、6か月無料点検以降6か月毎の定期点検及び、12か月法定点検などのメンテナンス申請手続はKINTOがまとめて代行する。メンテナンスはトヨタ、レクサス正規販売店で受けられる。
- KINTOで加入している自動車保険は、対人・対物の補償は無制限。修理が必要な場合も自己負担は最大5万円。弁護士費用やロードサービスなど特約のついた任意保険で、保険料は契約者の年齢に関係なく一定である。
- 契約満了時は車両を返却するだけでよい。
- 車内での電子タバコを含む喫煙は禁止されている。
- 車両の改造、競技・サーキット走行等の将来、車の価値を低下させる行為、車の性能・機能を変更等、各利用規約に定める行為は禁止されているが、GR86、GRヤリス[注釈 1]、GRヤリス"モリゾウセレクション"は原状回復可能な状態に戻せることを前提とし、一部の改造が可能となっている。
- 返却車両の状態により、修理・クリーニングが必要な場合、車両価値の低下となる場合など、通常使用の範囲を超える損傷があった場合は、原状回復費用が発生する。
- 契約期間中の月間平均走行距離が1,500kmを超過した場合にも追加で精算が必要となる。
- 2022年5月より、トヨタの電気自動車「bZ4X」を専用プランで扱っており、通常のプランで月額利用料に含めている自動車保険や自動車税、車検代、メンテナンス代などの諸経費に加えて、契約期間中の電池性能の保証、コネクティッドサービスの利用にかかる費用を月額利用料に含まれている。
- 2023年1月からスタートしたKINTO Unlimitedでは、KINTO ONEをベースに、新たに、車を届けた後の「進化（ソフトウェアとハードウェアのアップグレード）」と「見守り（トヨタのコネクティッド技術を用いた運転者のデータを収集・分析）」を通じて車の価値を維持することで、サブスクの月額利用料の引き下げを実現している。

### KINTO ONE（中古車）
- KINTO ONE(中古車)は新車KINTOから返却された車の中から、状態の良い車を在庫として取り扱っている。
- トヨタ販売店でメンテナンスが施された車が対象となる。走行距離は少なめの車が多い。
- 料金は新車同様月額料金のほか、申込金が必要になる。
- 月額利用料の中には、「車両・オプション代金」「毎年の自動車税」「自賠責保険」「任意保険」「定期メンテナンス」「故障修理」「登録諸費用」が含まれている。
- 契約期間は2年間。契約期間中に中途解約した場合の違約金は発生しない。
- 新車よりも納期が早い。
- サービス提供エリアが限定されている。2024年10月時点では、東京、愛知、長野、大阪がサービス提供エリアとなっている。

### UPGRADE SELECTIONS by KINTO FACTORY
- トヨタ・レクサス既販車のソフトウェア・ハードウェアの機能やアイテムを最新の状態に「進化」させるサービス。
- KINTOのサブスク車両以外の車も対象。
- メニューには、経年劣化で汚れたシートや日常利用の中で避けられない細かい傷、プラスチックの変色などを、トヨタ・レクサス純正の部品として交換する「リフォーム」、乗っている中で必要性に気づいたオプションの後付けや運転支援システムなどの車のソフトウェアの「アップグレード」、ドライバーの運転特性や嗜好に合わせて車の機能を進化させる「パーソナライズ」がある。

### Vintage Club by KINTO
- 車好きのドライバーと一緒に楽しみ、旧車に乗れる喜びを分かち合う旧車コミュニティ。
- トヨタ自動車と新明工業でレストアされた旧車をレンタカーで提供している。
- レンタカーでは、TE27型カローラレビン（1974年式）やセリカリフトバック 2.0GT（1975年式）、JZA70型スープラ2.5GT ツインタボエアロトップ（1992年式）など、トヨタの往年の名車がラインアップされている。

### KINTO ONE(SUBARU)
- 「KINTO ONE」のSUBARU車向けサービスとなり、サービス内容は「KINTO ONE」に準じる。

## 沿革
- 2019年（平成31年/令和元年）
  - 1月 - 株式会社KINTO設立
  - 3月 -「KINTO ONE」東京都内にてトライアルを開始。
  - 7月 -「KINTO ONE」全国サービスを開始。
- 2020年（令和2年）
  - 1月 -「2019年日経優秀製品・サービス賞」最優秀賞および日経産業新聞賞を受賞。「KINTO ONE」の法人受付、レクサス車の取扱いを開始。
  - 5月 -「KINTO ONE」に5年/7年プランを追加。のりかえGOの提供を開始。
  - 11月 -「KINTOツーリングセレクション」（KINTO専用車）のアクア・ヤリスを取扱い開始。
- 2021年（令和3年）
  - 4月 -「モビリティマーケット（モビマ）」サービスを開始。
  - 6月 -「GRヤリス“モリゾウセレクション”」の取扱いを開始。
  - 9月 - 「わりかんKINTOアプリ」の提供を開始。
  - 12月 -「KINTO ONE」に解約金フリープランを追加。
- 2022年（令和4年）
  - 1月 - 「KINTO FACTORY」サービスの提供を開始。
  - 4月 -「Vintage Club by KINTO」旧車コミュニティを始動。（旧車レンタルを開始）
  - 5月 -「bZ4X」の取扱いを開始。
  - 7月 -「KINTO ONE（中古車）」サービスの提供を開始。
- 2023年（令和5年）
  - 1月 -「KINTO Unlimited」サービスの提供を、5代目プリウスから開始。
  - 9月 -「KINTOかんたん申し込みアプリ」の提供を開始。
- 2024年（令和6年）
  - 1月12日 - SUBARUと業務提携契約を締結[3]。
  - 5月16日 - 「KINTO ONE(SUBARU)」サービス開始。通称として「SUBARU×KINTO」の別名称が付けられた[4]。

## スポンサー
- 名古屋グランパス - プラチナパートナー。
- アルバルク東京 - プラチナパートナー。
- ファイティングイーグルス名古屋 - ゴールドスポンサー
- ROOKIE Racing - パートナー
- 富士スピードウェイ - スポンサー

## テレビCM
- TVCM「定額なる一族」シリーズ 2019年7月1日放送開始（出演: 佐藤浩市・松田翔太・石橋杏奈）

- TVCM「買うよりお得、らしい。」シリーズ[5] 2020年4月18日放送開始（出演: 菅田将暉・二階堂ふみ・矢本悠馬）
- TVCM「やっぱクルマいいな」シリーズ[6] 2021年5月17日放送開始（出演: 菅田将暉・二階堂ふみ・矢本悠馬）